# Jacques Loeb

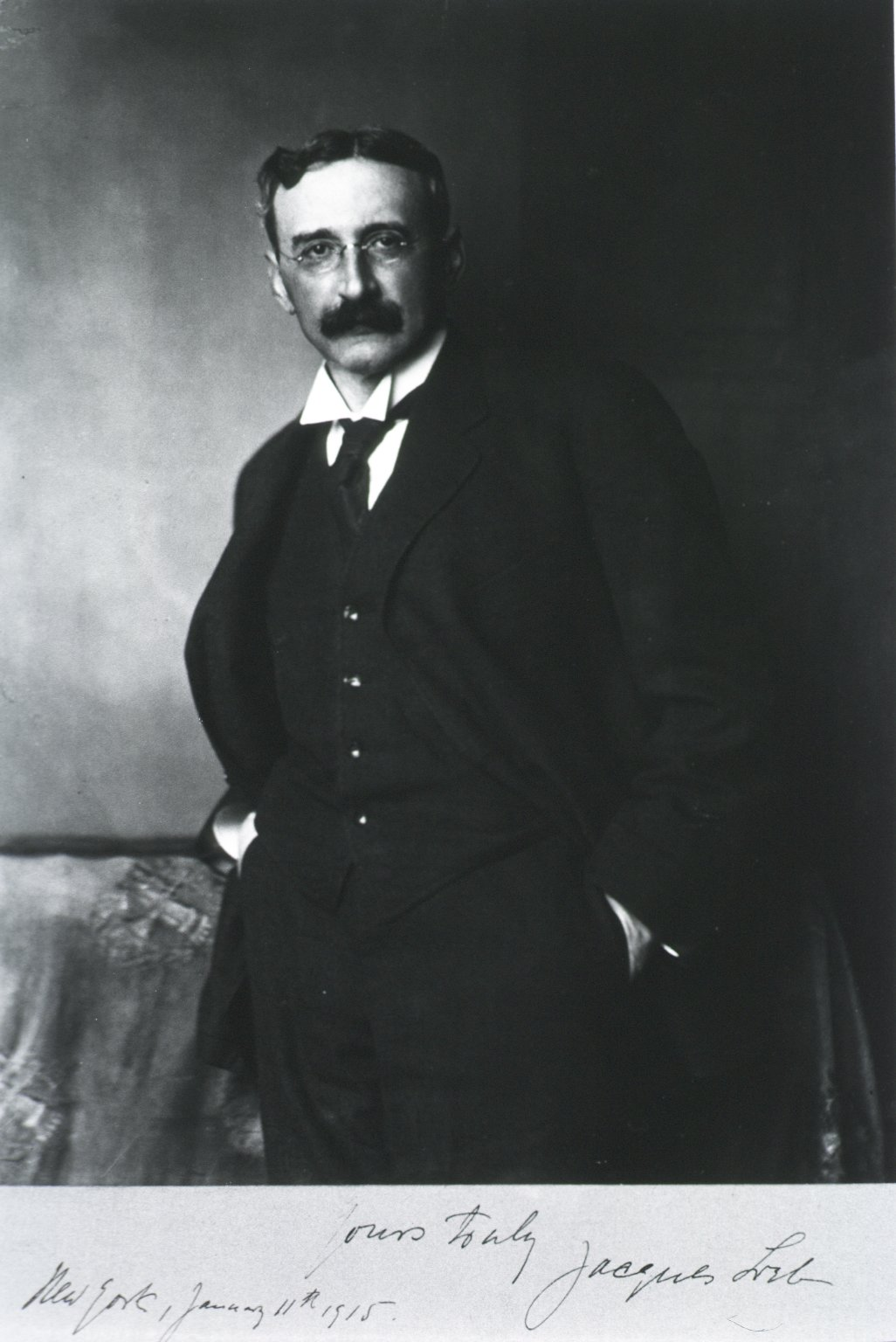
Jacques Loeb, etwa 1915

Jacques Loeb (* 7. April 1859 in Mayen bei Koblenz; † 11. Februar 1924 in Hamilton auf den Bermuda-Inseln) war ein deutsch-amerikanischer Biologe, der als einer der Begründer der sich etwa ab 1880 entwickelnden experimentellen Forschungsrichtung in der Biologie, der Physiologie, gilt. Er war ein Vertreter der extrem mechanistischen bzw. physikalisch-chemischen Auffassungen von den Lebenserscheinungen.

## Leben
Loeb entstammte der Familie eines jüdischen Geschäftsmanns, der sich mit Frankreich und dessen Kultur stark verbunden fühlte. Jacques Loebs Vater war der Kaufmann Benedict Loeb (gest. 1879), seine Mutter war Barbara Isay (gest. 1873). Nachdem er im Alter von sechzehn Jahren seinen Vater und seine Mutter verloren hatte, wuchs er bei seinem Onkel in Berlin auf und arbeitete in dessen Bank. Er besuchte in Berlin das Askanische Gymnasium und studierte ab 1880 Philosophie bei Friedrich Paulsen. Er brach dieses Studium ab und studierte anschließend Medizin in Berlin, München und Straßburg. In Straßburg arbeitete er bei dem Hirnforscher Friedrich Leopold Goltz in dessen Labor.
Im Jahre 1884 promovierte er und legte 1885 sein medizinisches Staatsexamen ab. Anschließend ging er wieder nach Berlin und wurde Assistent bei dem Physiologen Nathan Zuntz an der Landwirtschaftlichen Hochschule. 1886 wechselte er nach Würzburg und arbeitete bei dem Physiologen Adolf Fick. Hier nahm er einen engen Kontakt zu Julius Sachs auf, der die neuere experimentelle Pflanzenphysiologie begründete. 1888 ging er nach Straßburg zu Goltz zurück. Mehrfach arbeitete er an der Zoologischen Station in Neapel.
Einer Einladung an das Bryn Mawr College für Frauen in Pennsylvanien folgte er 1891. Ab 1892 nahm er eine Tätigkeit an der University of Chicago als Professor für Physiologie auf. Mehrfach arbeitete er im Meeresbiologischen Laboratorium Woods Hole. 1902 folgte er einem Ruf der University of California, Berkeley, um 1910 an das Rockefeller Institute for Medical Research zu wechseln.
1909 verlieh ihm die Universität Leipzig anlässlich ihres 500-jährigen Jubiläums zusammen mit Wilhelm Roux und Edmund B. Wilson den Titel eines philosophischen Ehrendoktors. Er war Mitbegründer des Journal of General Physiology.
Loeb wurde zwischen 1901 und 1924 achtundsiebzigmal für den Nobelpreis für Medizin oder Physiologie vorgeschlagen, erhielt diese Auszeichnung aber nie.
Verheiratet war Loeb mit der Amerikanerin Anne Leonard, die er in Zürich kennen gelernt hatte.
Sinclair Lewis und Paul de Kruif schufen ihm mit ihrem Roman Dr. med. Arrowsmith ein bleibendes literarisches Porträt.

## Arbeit und Forschung
Er vertrat eine streng mechanistische Auffassung vom Leben, wonach alle Lebenserscheinungen auf physikalische und chemische Vorgänge reduzierbar sind. Unter dem Einfluss der französischen Materialisten des 18. Jahrhunderts sah er in den Lebewesen eine Art chemischer Maschinen. Wie Sachs hielt auch er die experimentelle Erforschung der aktuell die Lebewesen beeinflussenden Faktoren für die wichtigste Aufgabe der Biologie und die daraus hervorgehende „physiologische Morphologie“ für einen Fortschritt gegenüber der „formalen Morphologie“. Nach seiner Ansicht führe die „physiologische Morphologie“ zu einer Beherrschung der lebenden Natur, denn das sei das Ziel der Wissenschaft.
Die Beschäftigung mit der Evolution der Arten hielt er für wenig sinnvoll. Noch als Schüler von Sachs übertrug er die Tropismenlehre über die gerichteten Bewegungen bestimmter Pflanzenteile auf die Tiere (1888 und 1890). Der Flug eines Insekts zum Lichte oder die lichtabhängigen Vertikalbewegungen von Tieren im Meer, wie bei den von ihm in Neapel untersuchten Larven einer Balanus- (Seepocken-) Art, sollten durch photochemische Prozesse im Auge, nachfolgende Nervenerregungen und dadurch schließlich hervorgerufene Muskelkontraktion chemisch-physikalisch quantitativ voll verständlich sein. Er erkannte, dass Einzelreize die Tiere leiten, die Fliegen zur Eiablage sich also z. B. nur von einem bestimmten Geruch (d. h. durch Chemotropismus) anlocken lassen.
Auch einfache Reflexe wollte er als Tropismen bezeichnen, doch setzte sich diese Bezeichnung nicht durch. Bei Untersuchungen zur Regeneration fand der 1889/1890 bei Cerianthus, einem Polypen, dass anstelle eines wegoperierten (exstirpierten) Körperteils oder Organs sich nicht derselbe Teil wieder zurückbilden muss, sondern auch eine andere Struktur entstehen kann. Loeb nannte diese Erscheinung Heteromorphose (1891), und ihre Entdeckung regte zu neuen Erörterungen über die Keimesentwicklung an. Er beobachtete 1892, dass isolierte Hydrocaulus-Stücke von Tubularia an beiden Enden neue Hydranthen bilden, allerdings am apikalen Ende schneller als am basalen. Verhindert man die apikale Regeneration, so läuft die basale schneller ab. Dasselbe konnte man durch Schnürung des Hydrocaulusstückes in seiner Mitte erreichen (1904). Loeb versuchte, seine Ergebnisse mit der Annahme „formativer Substanzen“ zu erklären, während Thomas Hunt Morgan von einem hemmenden Einfluss des apikalen über das basale Ende ausging.
Zahlreich waren seine Forschungen über den Einfluss von Außenfaktoren wie Licht, Sauerstoff und elektrischen Wellen auf Lebewesen. Als einer der ersten wandte Loeb die Ionenlehre von Svante Arrhenius auf die Biologie an und erforschte (1897) die Rolle der Ionen im Lebensgeschehen.
Die spezifischen Wirkungen bestimmter Salze auf den Organismus erklärte Loeb durch die Bindung der Ionen an das Protoplasma und die dadurch ausgelösten Veränderungen der Protoplasma-Eigenschaften. Eingehend beschäftigte er sich mit der von Richard Hertwig entdeckten „künstlichen Parthenogenese“ und fand zahlreiche Agenzien, die anstelle der Spermien ein Ei zur Entwicklung anregen (1899). In der Nervenerregung und Entwicklungsanregung bei der Befruchtung sah Loeb in seiner vereinfachenden Betrachtungsweise – aber sachlich nicht zutreffend – wesensgleiche Vorgänge. Durch Aufklärung der Befruchtung glaubte er, zu einem Verständnis der Nervenerregung gelangen zu können.
Zuletzt forschte er über die kolloide Natur der Eiweiße. In Heidelberg lernte er 1909 Otto Warburg kennen, den er anschließend in seinen Forschungen auch finanziell unterstützte. In Bezug auf den Menschen meinte er, „dass wir eine Ethik besitzen, verdanken wir lediglich unseren Instinkten, welche in derselben Weise chemisch und erblich in uns festgelegt sind wie die Form unseres Körpers“ (1911). Loeb äußerte die naive Hoffnung, dass die Untersuchung menschlichen Verhaltens einmal dessen Steuerung ermöglichen und helfen könne, irrationale nationalistische Massenaufputschung als eine Ursache von Kriegen zu verhindern. In den USA galt Loeb lange Zeit als der Prototyp eines modernen Biologen. 1910 wurde er in die National Academy of Sciences und die Académie royale des Sciences, des Lettres et des Beaux-Arts de Belgique, 1914 in die American Academy of Arts and Sciences sowie in die Académie des sciences in Paris gewählt.

## Werke
- Der Heliotropismus der Thiere und seine Uebereinstimmung mit dem Heliotropismus der Pflanzen, 1890
- Untersuchungen zur physiologischen Morphologie der Thiere, 2 Bände, (Band I: Über Heteromorphose), 1891, 1892
- Über eine einfache Methode, zwei oder mehr zusammengewachsene Embryonen aus einem Ei hervorzubringen, 1894
- Einleitung in die vergleichende Hirnphysiologie, 1899
- On the transformation and regeneration of organs, in: American Journal of Physiology, 4, 1900, S. 60–68
- On the production and suppression of muscular twitchings, 1906
- Vorlesungen über die Dynamik der Lebenserscheinungen, 1906
- The dynamics of living matter. New York 1906
- Die chemische Entwicklungserregung der tierischen Eier (künstliche Parthenogenese). 1909
- Die Bedeutung der Tropismen für die Psychologie. Vortrag, gehalten auf dem VI. Internationalen Psychologen-Kongreß zu Genf 1909 Leipzig, 1909
- Das Leben. Vortrag auf dem 1. Monisten-Kongress, Hamburg, 10. September 1911. Leipzig 1911
- The mechanistic conception of life. Chicago 1912. Reprint, Hg. Donald A. Fleming. Cambridge (Massachusetts), 1964
- Is species-specifity a Mendelian character?, in: Science, 45, 1917, S. 191–193
- Regeneration from a physico-chemical viewpoint. 1924
- Die Eiweißkörper. Berlin 1924